# 三木山
三木山（みきやま）は、兵庫県三木市福井にある標高114mの山。
自然豊かな山であったが、さつき台の開発や市の公共機関が三木山に移転したのに伴い、かつての緑は消滅しかけている。また、この山はシビックゾーンと呼ばれている。

## 施設
- 公共機関
  - 三木市役所
  - 三木市文化会館
  - 三木市立教育センター
  - 三木スケートボードパーク
  - 三木市消防本部
  - サンライフ三木
  - 三木市立中央図書館
  - みきやま斎場
- 教育機関
  - 三木市立三木東中学校
- 公園
  - 三木山総合公園
  - 兵庫県立三木山森林公園
- 住宅地
  - さつき台
- 医療機関
  - みきやま病院
- 商業施設
  - 焼肉こさる三木山店
  - マルアイ 三木さつき台店

## 道路
- 三木市道上の丸恵比寿線
- 兵庫県道20号加古川三田線